# Карадере (горско стопанство)
Вижте пояснителната страница за други значения на Кара дере.
Карадере (на гръцки: Ελατιά, Καράντερε или Καρά Ντερέ) е горско стопанство, разположено в северна Гърция, в дем Драма.
Обхваща гората в Родопите по протежение на българо-гръцката граница. 90% от територията на горското стопанство е покрита с гори. Център на стопанството е село Карадере (Елатияс), като понякога и самото горско стопанство е наричано Елатия.

## Флора и фауна
В цяла Гърция единствено в горско стопанство Карадере вирее смърч. Пейзажът в региона наподобява на този в Централна и Северна Европа.
В Карадере се срещат следните дървесни и растителни видове:
| - елша - ясен - бук - бреза - българска ела - кедър - дрян - бъз | - габър - явор - дъб - топола - шипка - бял бор - върба |

В гората виреят над 700 растителни вида, много от които са ендемити на Балканите и в Гърция. Срещат се и много видове гъби, като от ядливите най-разпространени са манатарката и гъбата булка.
Представители на фауната в региона са кафява мечка, дива свиня, сърна, елен, заек, вълк, дива котка, гривяк, орел, ястреб и кълвач.